# Sa dernière volonté
Pour plus de détails, voir Fiche technique et Distribution.
Sa dernière volonté (The Last Thing He Wanted) est un film américain réalisé par Dee Rees, sorti en 2020. Il s'agit d'une adaptation cinématographique du roman The Last Thing He Wanted de Joan Didion.
Il est présenté au festival du film de Sundance 2020 en janvier 2020 avant une diffusion mondiale sur Netflix.

## Synopsis
En 1982, Elena McMahon, journaliste du Atlantic Post à Washington, D.C., est en reportage au Salvador, alors en pleine guerre civile. Elle rentre en urgence au pays quand le conflit devient trop dangereux.
Deux ans plus tard, alors que sa mère est décédée, son père Dick, qu'elle ne voit que très rarement, reprend contact avec elle. Alors que son journal l'envoie au quatre coins du pays couvrir l'élection présidentielle américaine de 1984, Elena préfère enquêter en parallèle sur le trafic d'armes en Amérique centrale et sur l'implication du gouvernement américain. Elle est alors appelée au chevet de son père, très malade. Elle accepte de lui rendre un dernier service : elle doit l'aider à négocier une vente d'armes au Nicaragua, le « coup de carrière » selon lui.

## Fiche technique
Sauf indication contraire, les informations mentionnées dans cette section peuvent être confirmées par la base de données cinématographiques IMDb,  présente dans la section « Liens externes ».
- Titre original : The Last Thing He Wanted
- Titre français : Sa dernière volonté
- Réalisation : Dee Rees
- Scénario : Marco Villalobos et Dee Rees, d'après le roman The Last Thing He Wanted de Joan Didion
- Direction artistique : Fernando Carrion
- Décors : Inbal Weinberg
- Costumes : Ane Crabtree
- Photographie : Bobby Bukowski
- Montage : Mako Kamitsuna
- Musique : Tamar-kali
- Production : Cassian Elwes, Dee Rees et Luillo Ruiz

Producteurs délégués : Wayne Marc Godfrey, Robert Jones, Walter Josten, Cyril Megret et Jamin O'Brien
- Sociétés de production : Elevated Films, Pimienta et The Fyzz Facility
- Société de distribution : Netflix
- Budget : n/a
- Pays d'origine :  États-Unis
- Langues originales : anglais, espagnol
- Format : couleur - 2.39:1 - son Dolby Atmos
- Genre : thriller, politique, drame, policier
- Durée : 120 minutes
- Dates de sortie[2] :
  -  États-Unis : 27 janvier 2020 (festival du film de Sundance)
  -  Mondial : 21 février 2020 (Netflix)

## Distribution
- Anne Hathaway (VF : Caroline Victoria) : Elena McMahon
- Ben Affleck (VF : Boris Rehlinger) : Treat Morrison
- Rosie Perez (VF : Chantal Baroin) : Alma Guerrero
- Edi Gathegi (VF : Jean-Baptiste Anoumon) : Jones
- Mel Rodriguez (VF : Bruno Magne) : Barry Sedlow
- Toby Jones (VF : Daniel Lafourcade) : Paul Schuster
- Willem Dafoe (VF : Dominique Collignon-Maurin) : Richard « Dick » McMahon
- Carlos Leal : Max Epperson / Bob Weir
- James Scully : un journaliste

## Production
En septembre 2017, il est annoncé que Dee Rees va réaliser un film adapté du roman The Last Thing He Wanted de Joan Didion. Le scénario est écrit par Marco Villalobos. Le film est produit par Cassian Elwes (en) via sa société Elevated Films. En février 2018, Anne Hathaway rejoint le projet. En juin 2018, Willem Dafoe est engagé. Ils sont rejoints un mois plus tard par Ben Affleck, Toby Jones, Rosie Perez, Edi Gathegi, Mel Rodriguez et Carlos Leal,.
Le tournage a lieu à Porto Rico.